# Міхаель Даль
Мікаель Даль (1656 / 1659, Стокгольм, Швеція — 20 жовтня 1743, Лондон, Англія) — шведський художник-портретист, який впродовж більшого часу своєї творчої діяльності мешкав та працював в Англії і там же й помер. Він писав портрети аристократів і деяких членів королівських фамілій, таких як британська королева Анна Стюарт та принц Георг Данський, а також опальна шведська королева Христина І.

## Життєпис

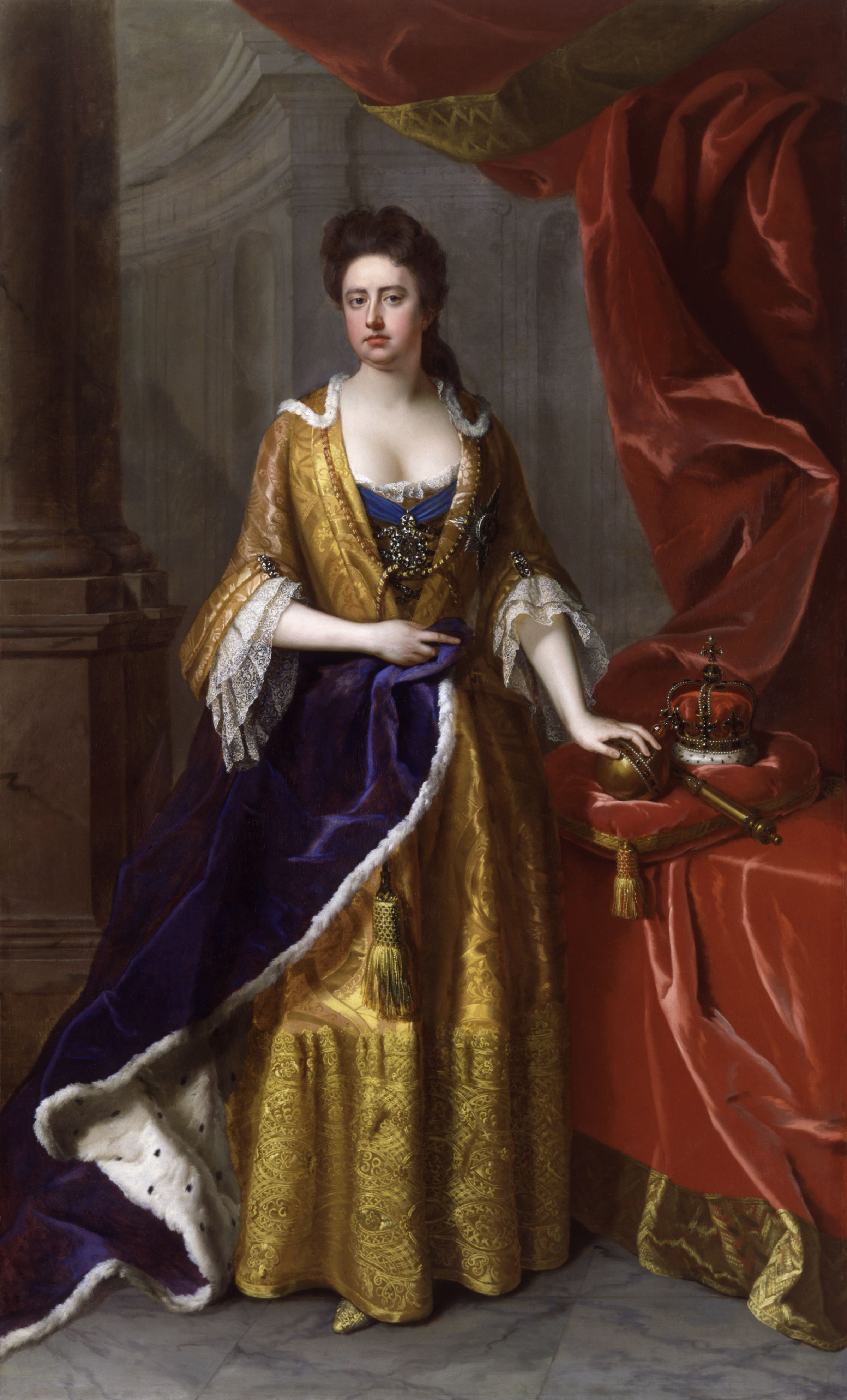
Мікаель Даль. Портрет Анни Стюарт (1705)

Початкові навички у малярстві отримав від угорського художника-емігранта Мартіна Ганнібала, потім поступив в учні до живописця Давида Клекера Еренштраля (швед. David Klocker Ehrenstrahl).
У 1682 році назавжди покинув Швецію. Спочатку відвідав Голландію, а потім оселився в Лондоні, де на нього справив великий вплив англійський портретист Годфрі Неллер (англ. Godfrey Kneller).